# 리자드
리자드(リザード 리저도[*], 영어: Charmeleon 쳘멜레온[*])의 분류는 화염포켓몬이다.
오렌지색 도마뱀의 모습을 한 포켓몬. 파이리의 진화형. 몸의 색깔이 크림슨 컬러이다. 각각 성난 눈매와 발달한 팔과 발톱이 특징이다. 발톱은 리자드의 방어용 무기이며, 머리에 모퉁이가 났고 얼굴과 팔, 다리에 근육이 발달했다. 발톱은 강하고 날렵하게 사용할 수 있다. 

## 게임에서의 리자드
게임에서는 파이리가 레벨 16에서 리자드로 진화하며, 리자드는 레벨 36에서 리자몽으로 진화한다.

## 애니메이션에서의 리자드
애니메이션에서는 한지우의 포켓몬으로 등장했다. 파이리였을 때는 지우의 말을 잘 따랐으나 리자드로 진화한 뒤에는 전혀 말을 듣지 않게 되었다. 후에 지하 동굴의 프테라와 만났을 때, 프테라와 같이 날 수 없음을 분해하며 리자몽으로 진화했다.
《포켓몬스터 디 오리진》 2화에서 레드의 파이리가 리자드로 진화한다.

## 영화에서의 리자드
극장판 《세레비 시간을 초월한 만남》에서의 어린 시절의 오박사의 포켓몬이다.